# Drillia spirostachys
Drillia spirostachys é uma espécie de gastrópode do gênero Drillia, pertencente a família Drilliidae.